# 奧列什尼亞 (蘇梅州)
50°24′34″N 34°44′42″E / 50.40944°N 34.74500°E
奧列什尼亞（烏克蘭語：Олешня）是位於烏克蘭東北部的村莊，由蘇梅州奥赫蒂尔卡区的丘帕希夫卡市鎮負責管轄。該村處於奧列什尼亞河畔，海拔高度124米，2001年人口1,062。